# Merops oreobates
Merops oreobates е вид птица от семейство Meropidae.

## Разпространение
Видът е разпространен в Бурунди, Демократична република Конго, Кения, Руанда, Судан, Танзания, Уганда и Южен Судан.